# 哈德遜 (佛羅里達州)
哈德遜（英語：Hudson）是位於美國佛羅里達州帕斯科縣的一個人口普查指定地區。

## 地理
哈德遜的座標為28°21′40″N 82°41′14″W / 28.36111°N 82.68722°W，而該地最高點為海拔高度3米（即10英尺）。

## 人口
根據2010年美國人口普查的數據，哈德遜的面積為16.50平方千米，當中陸地面積為16.50平方千米，而水域面積為0.00平方千米。當地共有人口20301人，而人口密度為每平方千米1,230人。